# Toy spaniel inglés
El Toy spaniel inglés (en inglés, English Toy Spaniel), conocido como Spaniel del Rey Carlos (King Charles Spaniel), es una raza de perro de origen inglés. La raza Cavalier King Charles spaniel es similar, pero no deben confundirse.

## Origen
Probablemente descienda de razas pequeñas asiáticas, pero fue desarrollada en Inglaterra, donde eran animales de compañía de la realeza. Carlos II de Inglaterra poseía varios y dio el nombre a la raza.
Durante el siglo XIX los criadores modificaron la raza, creándolos más pequeños, con la cabeza más redondeada y la cara más plana.

## Características
Es un perro pequeño, compacto y robusto de 3,6 a 6,5 kilogramos. Tienen una construcción física sólida, con una cabeza con forma característica de cúpula.
Tiene una pequeña nariz negra, con fosas nasales amplias, y depresión fronto-nasal bien definida. Tiene ojos grandes y redondos, orejas largas que le caen sobre las mejillas y la mandíbula inferior es ancha y un poco saliente.
La piel es sedosa y viene en cuatro variedades definidas, que varían en su coloración:
- Rey Charles: negro brillante con marcas canela en las mejillas, borde de las orejas, sobre los ojos, en las patas y bajo la cola. Puede presentar una marca blanca en el pecho, del tamaño de una moneda, que no es penalizada en los concursos, pero en cualquier otro lugar es falta grave.[8]
- Blenheim: es de color blanco con manchas rojas distribuidas de manera pareja. Las orejas y mejillas deben ser rojas, con una franja blanca desde la nariz hasta la nuca.[8]
- Príncipe Carlos: es de color blanco con parches negros, orejas negras y manchas canela en la cara, sobre los ojos y bajo la cola.[8]
- Rubí: de color rojo parejo, pero puede presentar la misma mancha blanca en el pecho que la variedad Rey Carlos.[8]